# NGC 5627
NGC 5627 (другие обозначения — UGC 9280, MCG 2-37-13, ZWG 75.46, PGC 51705) — линзообразная галактика (S0) в созвездии Волопас.
Этот объект входит в число перечисленных в оригинальной редакции «Нового общего каталога».